# Antoni Szyndel
Antoni Szyndel (ur. w 1835 roku w miejscowosci Świeciechów koło Annopola – zm. 23 czerwca 1939 roku w Lublinie) – porucznik w powstaniu styczniowym, leśniczy.

## Życiorys
Walczył  pod dowództwem Dionizego Czachowskiego. Uczestniczył w bitwach pod Staszowem, Zawichostem, Iłżą i Parszywą Górą.
Odznaczony Krzyżem Niepodległości z Mieczami. Pochowany na cmentarzu wojskowym przy ul. Lipowej w Lublinie.